# Saiïlik
Saiïlik (en rus: Сайылык) és un poble de la República de Sakhà, a Rússia, segons el cens del 2021 tenia 1.128 habitants. Pertany al districte de Sangar.